# Ayarnangra estuarius
Ayarnangra estuarius är en fiskart som beskrevs av Roberts 2001. Ayarnangra estuarius ingår i släktet Ayarnangra och familjen Erethistidae. IUCN kategoriserar arten globalt som otillräckligt studerad. Inga underarter finns listade.